# Паніша
Паніша (італ. panissa — в провінції Верчеллі або італ. paniscia — в провінції Новара) — страва італійської кухні, різновид ризото.
Вважають, що назва походить від італ. Panigo —  сорта проса, з якого виготовляли цю страву, до того як її почали варити з рису. 
Інгредієнтами паніши регіону Верчеллі є сорти рису італ. Arborio або італ. Maratelli, місцеві сорти квасолі, цибуля, червоне вино барбера, сало, місцева салямі (салямі делла дуйя), сіль і перець.
Інгредієнтами паніши регіону Новара є місцеві сорти рису, квасоля, савойська капуста, морква, селера, цибуля, червоне вино, сало (не масло), шкірка свинини, місцева салямі, сіль та перець. Рецепти можуть розрізнятись, але обов'язково присутні квасоля, цибуля, вино і салямі.

## Сросіб приготування
Паніша регіону Новара готується наступним чином.
Овочі та свиняча шкіра нарізаються  а потім в каструлю з високими сторонами закладається свиняча шкіра, квасоля, помідори, морква, селера  і капуста. Потім заливається холодна вода, щоб покрити всі інгредієнти. Додають сіль, перець, перемішують і варять принаймні дві години на слабкому вогні. 
Поки варяться овочі, шинкується лук, обсмажується протягом 7–8 хвилин, потім додається салямі та сало та тушкується ще 5 хвилин. Після цього додають рис, тушкують перемішуючи кілька хвилин, додають червоне вино. Після цього додають невелику кількість готового гарячого бульйону з овочами та доварюють у ньому рис, страва повинна мати консистенцію каші. Якщо необхідно закінчити приготування рису, а бульйон википів, додають ще трохи.  Потім дають настоятися кілька хвилин та подають до столу. 
Паніша регіону Верчеллі є набагато простішою стравою, ніж паніша регіону Новара: замість бульйону з м'яса та кількох видів овочів використовується бульйон з м'яса з селерою та морквою, замість салямі іноді використовують сосиски.
Споживають зазвичай з вином місцевих сортів — барбера, бароло.